# Strongylosoma borellii
Strongylosoma borellii är en mångfotingart som beskrevs av Filippo Silvestri 1895. Strongylosoma borellii ingår i släktet Strongylosoma och familjen orangeridubbelfotingar. Inga underarter finns listade i Catalogue of Life.